# Dentifovea
Dentifovea is een geslacht van vlinders van de familie grasmotten (Crambidae).

## Soorten
- D. fulvifascialis (Christoph, 1887)
- D. praecultalis (Rebel, 1896)